# Bathygadus sulcatus
Bathygadus sulcatus е вид лъчеперка от семейство Macrouridae.

## Разпространение и местообитание
Видът е разпространен във Филипини.
Среща се на дълбочина от 717 до 970 m.